# 楽園への憧憬
『楽園への憧憬』（らくえんへのしょうけい、原題：Holidays in Eden）は、イギリスのプログレッシブ・ロック・バンド、マリリオンが1991年に発表した6作目のスタジオ・アルバム。スティーヴ・ホガース加入後としては2作目に当たる。

## 背景
バンド側は当初、以前にも共同作業をしたプロデューサーのクリス・キムゼイの起用を考えていたが、キムゼイがローリング・ストーンズのライブ・アルバム『フラッシュポイント』の作業にかかりきりだったため、シーナ・イーストンやマイク・アンド・ザ・メカニックスなどの作品を手がけてきたクリストファー・ニールが迎えられた。「ドライ・ランド」は、ホガースがマリリオン加入前に所属していた「How We Live」時代の曲で、プロデューサーのニールが、本作にマリリオンのヴァージョンを収録するよう進言した。
本作よりアメリカ盤の発売元がキャピトル・レコードからI.R.S.レコードに変更され、アメリカ盤CDはシングルB面曲の「A Collection」と「How Can It Hurt」が追加され、曲順も変更された。

## 反響・評価
全英アルバムチャートでは7週トップ100入りして最高7位を記録し、バンドにとって7作目の全英トップ10アルバムとなった。本作からの先行シングル「カヴァー・マイ・アイズ」は全英シングルチャートで34位に達し、その後シングル・カットされた「誰も君を僕から」は33位、「ドライ・ランド」は33位を記録した。
Tom Demalonはオールミュージックにおいて5点満点中2.5点を付け「幾つかのシングルが全英チャート入りしたが、個性は失われており、"Cover My Eyes"で鳴り響くギターに至っては、まるでU2のようだ」と評している。一方、『CDジャーナル』のミニ・レビューでは「フィッシュが脱退した後、新加入のスティーヴを迎えたマリリオンは、僕にはさらに円熟してきたように感じる」と評されている。

## 収録曲
特記なき楽曲はメンバー5人の共作。
1. 痛む心 - "Splintering Heart" - 6:52
2. カヴァー・マイ・アイズ - "Cover My Eyes (Pain and Heaven)" - 3:55
3. 狂おしき宴 - "The Party" - 5:36
4. 誰も君を僕から - "No One Can" - 4:39
5. 楽園への憧憬 - "Holidays in Eden" (Steve Hogarth, Steve Rothery, Mark Kelly, Pete Trewavas, Ian Mosley, John Helmer) - 5:28
6. ドライ・ランド - "Dry Land" (S. Hogarth, Colin Woore) - 4:42
7. ウェイティング・トゥ・ハプン - "Waiting to Happen" - 4:55
8. すべてを変えるこの街で - "This Town" - 3:18
9. ザ・レイクス・プログレス - "The Rakes Progress" (S. Rothery, M. Kelly, P. Trewavas, I. Mosley) - 1:54
10. 100の夜と1,000の空のグラス - "100 Nights" - 6:42

### アメリカ盤CD (X2-13138)
1. "Cover My Eyes" - 3:56
2. "No One Can Take You Away from Me" - 4:39
3. "Splintering Heart" - 6:51
4. "The Party" - 5:36
5. "A Collection" (S. Hogarth, S. Rothery, M. Kelly, P. Trewavas, I. Mosley, J. Helmer) - 2:58
6. "Holidays in Eden" (S. Hogarth, S. Rothery, M. Kelly, P. Trewavas, I. Mosley, J. Helmer) - 5:58
7. "How Can It Hurt" - 4:09
8. "Dry Land" (S. Hogarth, C. Woore) - 4:42
9. "Waiting to Happen" - 4:55
10. "This Town" - 3:18
11. "The Rakes Progress" (S. Rothery, M. Kelly, P. Trewavas, I. Mosley) - 1:54
12. "100 Nights" - 6:42

### 1998年リマスターCD (7243 4 93372 2 0)ボーナス・ディスク
1. "Sympathy" (Stephen Gould, Mark Ashton, Graham Stansfield, David Kaffinetti) - 3:29
2. "How Can It Hurt" - 4:11
3. "A Collection" (S. Hogarth, S. Rothery, M. Kelly, P. Trewavas, I. Mosley, J. Helmer) - 2:59
4. "Cover My Eyes (Pain and Heaven) (Acoustic Version)" - 2:34
5. "Sympathy (Acoustic Version)" (S. Gould, M. Ashton, G. Stansfield, D. Kaffinetti) - 2:31
6. "I Will Walk on Water (Alternative Mix)" - 5:14
7. "Splintering Heart (Live at the Moles Club)" - 6:41
8. "You Don't Need Anyone (Moles Club Demo)" (S. Hogarth) - 4:03
9. "No One Can (Moles Club Demo)" - 4:51
10. "The Party (Moles Club Demo)" - 5:45
11. "This Town (Moles Club Demo)" - 4:15
12. "Waiting to Happen (Moles Club Demo)" - 5:31
13. "Eric" - 2:31
14. "The Epic (Fairground) (Mushroom Farm Demo)" - 8:31

## 参加ミュージシャン
- スティーヴ・ホガース - ボーカル、バッキング・ボーカル
- スティーヴ・ロザリー - ギター
- マーク・ケリー - キーボード
- ピート・トレワヴァス - ベース、バッキング・ボーカル
- イアン・モズレイ - ドラムス、パーカッション

アディショナル・ミュージシャン
- クリストファー・ニール - バッキング・ボーカル